# 프랑스의 국기
프랑스의 국기는 파랑, 하양, 빨강의 세 색으로 된 세로 삼색기이다. 삼색기(프랑스어: La Tricolore 라 트리콜로르[*])라고도 불린다. 파란색은 자유, 하얀색은 평등, 빨간색은 박애 및 우애를 지키기 위한 희생의 흘린 피를 상징한다. 국기의 비율은 2:3이며, 세 가지 색의 폭은 같다.

## 규격
| 색상    | 파랑         | 하양            | 빨강          |
| ------- | ------------ | --------------- | ------------- |
| 팬톤    | dark Blue    | Safe            | Red 032       |
| CMYK    | 100.92.43.52 | 0.0.0.0         | 0.95.87.0     |
| RGB     | (05, 20, 64) | (255, 255, 255) | (236, 25, 32) |
| 웹 색상 | #051440      | #FFFFFF         | #EC1920       |

1790년 프랑스 왕국 시대에 제정된 첫 국기는 빨강, 하양, 파랑의 세로형 국기였다. 1794년 2월 15일 지금의 파랑, 하양, 빨강으로 바뀌었고, 이 당시에는 파랑 30, 하양 33, 빨강 37에 가로세로 비율이 3:2인 비율의 국기를 사용하였다. 지금처럼 같은 폭으로 쓰게 된 것은 나폴레옹 보나파르트 시대 때였다.
나폴레옹이 실각하고 부르봉 왕조는 왕정복고를 실현하였다. 루이 18세가 정권을 잡은 1815년부터 7월 혁명으로 샤를 10세가 퇴위한 1830년까지는 하얀색 한 가지 색으로만 그려진 국기를 사용하였으며, 백합을 많이 그려 넣은 기는 왕족의 기로 사용하였다.
2020년 7월 13일 에마뉘엘 마크롱 대통령은 1976년 발레리 지스카르 데스탱 대통령이 유럽기와 어울리는 색깔로 변경한 밝은 파란색에서 그 이전의 짙은 파란색, 빨간색의 삼색기로 되돌리기로 결정했으며, 옛 배색의 국기가 사용되기 시작했다. 2021년 11월 9일 마크롱 대통령의 대국민 연설에서 관찰되었고, 현재는 대통령의 관저인 엘리제궁을 비롯하여, 프랑스 의회, 내무부 건물에서 사용되는 것이 목격되었다.

### 자유 프랑스와 비시 프랑스
제2차 세계 대전 중인 1940년에 나치 독일에 항복함으로써 프랑스 제3공화국은 무너진다. 그리고, 샤를 드 골 주도의 자유 프랑스와 필리프 페탱 주도의 비시 프랑스로 분열된다. 자유 프랑스는 추축국과 맞서 싸운 반면, 비시 프랑스는 반대로 추축국에 협력했다. 아이러니하게도 필리프 페탱 장군은 제1차 세계 대전 중에 있었던 베르됭 전투 당시 동맹국을 무찌른 프랑스의 영웅이었다고 한다. 그리고 제2차 세계 대전이 끝나고 반역자로 몰려 수감 생활을 하다가 1951년에 눈을 감았다.
깃발도 마찬가지로 그들의 이념에 따라 바뀌었다. 자유 프랑스는 프랑스 국기 중앙에 국토 수복을 상징하는 빨간색 로렌 십자를 삽입한 반면, 비시 프랑스는 마찬가지로 국기 중앙에 전통적인 십자가와 프랑스 원수를 상징하는 7개의 노란색 오각별을 삽입했다. 당시 필리프 페탱이 프랑스 원수(종전 후 원수 계급이 박탈됨)였기 때문이다.

## 역대 프랑스 국기

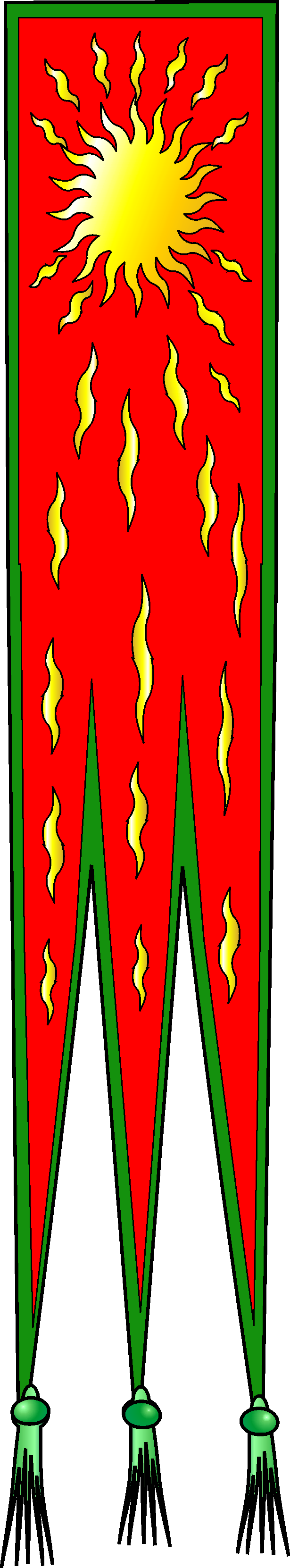
오리플람 기는 샤를 대제의 깃발이다.
로렌 공국의 국기 959년-1766년
근세 프랑스의 국기
부르봉 왕조의 왕실기 (1643년
부르고뉴 공국의 국기 1032년-1477년
부르고뉴 공국의 상선기
아르투아 백국의 국기 1237년-1482년/1792년
12세기부터 13세기까지 중세 프랑스의 기
14세기부터 16세기까지 중세 프랑스에 사용된 기이며, 지금은 일드프랑스 레지옹의 기로 사용하고 있다.
1661년부터 1790년까지 상선기로 사용하였다.
17세기부터 1790년까지는 해군의 기로, 1815년부터 1830년까지는 프랑스 왕국의 국기로 사용하였다.
루이 14세 시대부터 루이 16세 시대까지 왕기로 사용하였다.
프랑스 혁명 기간 동안 왕당파에서 사용한 깃발
코르시카 공화국의 국기 1755년-1769년
1790년 프랑스 왕국 시대에 제정된 국기이다. 초기에는 빨강, 하양, 파랑을 사용하였다.
1790년부터 1794년까지 해군기로 사용되었다.
1794년 2월 15일에 제정된 국기.
근세 프랑스의 국기, 1815년부터 1830년까지 왕족의 기로 사용되었다.
1815년부터 1830년까지 왕족의 또다른 기로 사용되었다.
1830년 7월 혁명을 계기로 다시 제정하여 프랑스 2월 혁명 시기인 1848년 2월 25일에 채택되었다. 제2차 세계 대전이 진행 중이던 1944년 8월 25일에 프랑스를 점령한 나치 독일 군대가 물러나며 타국의 국기 사용 강제 금지령을 해제하여, 국기가 수정되어 추인하였다.
제2차 세계 대전 중 자유 프랑스의 기로 사용하였다.
제2차 세계 대전 중 비시 프랑스의 대통령기로 사용하였다.

## 세로형 삼색기를 쓰는 나라들
프랑스의 영향을 받아 세로형 삼색기를 쓰는 나라들은 이탈리아(사르데냐 왕국 시대였던 1848년부터 국기로 적용), 아일랜드(1937년에 국기로 적용), 루마니아(공국 시대였던 1866년부터 국기로 적용), 안도라(1866년부터 국기로 적용), 아프가니스탄(1928년부터 국기로 적용) 등이 있다. 어떤 이들은 페루의 국기도 삼색기에 포함되어야 한다고 주장한다.
프랑스의 식민지들은 독립하기 이전에는 왼쪽에 프랑스 국기가 그려진 기를 사용하였다. 프랑스로부터 독립한 레바논 또한 지금의 빨강, 하양, 빨강의 가로형 국기를 사용하기 이전에는 프랑스 국기 중앙에 녹색 삼나무가 그려진 기를 사용했다.
기니, 말리, 세네갈, 코트디부아르, 카메룬, 차드 등은 프랑스로부터 독립했지만 여전히 세로형 삼색기를 사용한다. 특히 프랑스 식민지배를 받았던 차드는 프랑스의 파란색에 범아프리카색의 노란색과 빨간색을 더하였고 말리와 세네갈, 카메룬은 범아프리카 색으로 불리는 초록, 노랑, 빨간색을 응용하여 만들었다, 세네갈은 노란색 부분에 초록색 별을 더하였으며 카메룬은 이와는 다르게 빨강과 노랑이 각각 배치를 다르게 하였고 빨간색 부분에 노란색 별을 추가하였다. 기니는 말리의 국기와 구분을 위해 범 아프리카 3색이면서 빨간색이 왼쪽, 초록색이 오론쪽인 배치의 국기를 사용한다. 코트디부아르는 유럽의 아일랜드 국기와 비슷해 보이는데 아일랜드 국기와 반대되는 배색의 형식으로 황토색이 왼쪽, 초록색이 오른쪽에 배치되어 사용하고 있다.
한때 아프리카 르완다도 독립 당시에는 기니의 국기와 비슷하면서 노란색 부분에 'R'이라는 검은색 문자를 삽입하였으나 르완다 집단학살 당시 트라우마를 안아온 국민들의 국기 교체 요구로 현재는 다른 형태의 국기로 변경되어서 이쪽과는 무관하게 되었다.

## 같이 보기
- 프랑스 식민제국 기 목록